# Johan I van Palts-Zweibrücken
Johan I (Meisenheim, 8 mei 1550 – Germersheim, 12 augustus 1604) was van 1569 tot zijn dood hertog van Palts-Zweibrücken. Johan I was de stamvader van de jongere linie Palts-Zweibrücken. Johan liet een verzameling boeken over de geschiedenis van zijn geslacht aanleggen, waardoor hij de bijnaam de Geschiedkundige kreeg.

## Biografie
Johan was de tweede zoon van Wolfgang van Palts-Zweibrücken en Anna van Hessen. Zijn vader had in 1557 het vorstendom Palts-Neuburg aan de Donau gekregen van keurvorst Otto Hendrik van de Palts. Toen Wolfgang in 1569 tijdens een veldtocht in Frankrijk stierf werden zijn bezittingen onder zijn vijf zoons verdeeld. Johan erfde het stamland Palts-Zweibrücken, terwijl zijn oudere broer Filips Lodewijk Palts-Neuburg kreeg. Bij de verdeling bleek dat zijn vader Palts-Zweibrücken met grotere schulden belast had dan Palts-Neuburg. Een groot deel van de inkomsten van het hertogdom ging op aan rentes. Om kosten te besparen bleef Johan daarom bij zijn moeder en zijn broer in Neuburg wonen. Het bestuur van Zweibrücken liet hij over aan zijn raadgevers.
In 1575 nam Johan zelf de regering over. Het lukte hem niet om de hertogelijke schulden te saneren. Ook de burgers en de boeren in het hertogdom, die vanaf 1579 als landschap optraden, konden de schulden niet afbetalen.
Johan schafte in 1571 de lijfeigenschap volledig af in het hertogdom. In 1588 schakelde hij om van het lutheranisme, dat was ingevoerd door zijn vader, naar het calvinisme.

## Huwelijk en kinderen
In 1579 trouwde Johan met Magdalena van Kleef (1553-1633), een dochter van hertog Willem de Rijke. Johan en Magdalena kregen de volgende kinderen:
- Lodewijk Willem (1580-1581)
- Maria Elisabeth (1581-1637), in 1601 getrouwd met George Gustaaf van Palts-Veldenz (1592-1634)
- Anna Magdalena (1583)
- Johan II (1584-1635)
- Frederik Casimir (1585-1645)
- Elizabeth Dorothea (1586–1593)
- Zoon (1588)
- Johan Casimir (1589-1652)
- Dochter (1590)
- Amalia Jacoba Henriëtte (1592-1655)
- Doodgeboren zoon (1593)

## Voorouders
| Overgootouders                            | Alexander van Palts-Zweibrücken (1462-1514) ∞ Margaretha van Hohenlohe-Neuenstein (1480-1522) | Alexander van Palts-Zweibrücken (1462-1514) ∞ Margaretha van Hohenlohe-Neuenstein (1480-1522) | Willem I van Hessen (1466–1515) ∞ Anna van Brunswijk-Wolfenbüttel (1460-1520)    | Willem I van Hessen (1466–1515) ∞ Anna van Brunswijk-Wolfenbüttel (1460-1520)    | Willem II van Hessen (1469–1509) ∞ Anna van Mecklenburg-Schwerin (1485-1525) | Willem II van Hessen (1469–1509) ∞ Anna van Mecklenburg-Schwerin (1485-1525) | George van Saksen (1471-1539) ∞ Barbara van Polen (1478-1534)            | George van Saksen (1471-1539) ∞ Barbara van Polen (1478-1534)            |
| Grootouders                               | Lodewijk II van Palts-Zweibrücken (1502-1532) ∞ Elisabeth van Hessen (1503-1563)              | Lodewijk II van Palts-Zweibrücken (1502-1532) ∞ Elisabeth van Hessen (1503-1563)              | Lodewijk II van Palts-Zweibrücken (1502-1532) ∞ Elisabeth van Hessen (1503-1563) | Lodewijk II van Palts-Zweibrücken (1502-1532) ∞ Elisabeth van Hessen (1503-1563) | Filips I van Hessen (1504–1567) ∞ Christina van Saksen(-)                    | Filips I van Hessen (1504–1567) ∞ Christina van Saksen(-)                    | Filips I van Hessen (1504–1567) ∞ Christina van Saksen(-)                | Filips I van Hessen (1504–1567) ∞ Christina van Saksen(-)                |
| Ouders                                    | Wolfgang van Palts-Zweibrücken (1526-1569) ∞ Anna van Hessen (1529-1591)                      | Wolfgang van Palts-Zweibrücken (1526-1569) ∞ Anna van Hessen (1529-1591)                      | Wolfgang van Palts-Zweibrücken (1526-1569) ∞ Anna van Hessen (1529-1591)         | Wolfgang van Palts-Zweibrücken (1526-1569) ∞ Anna van Hessen (1529-1591)         | Wolfgang van Palts-Zweibrücken (1526-1569) ∞ Anna van Hessen (1529-1591)     | Wolfgang van Palts-Zweibrücken (1526-1569) ∞ Anna van Hessen (1529-1591)     | Wolfgang van Palts-Zweibrücken (1526-1569) ∞ Anna van Hessen (1529-1591) | Wolfgang van Palts-Zweibrücken (1526-1569) ∞ Anna van Hessen (1529-1591) |
| Johan I van Palts-Zweibrücken (1550-1604) |                                                                                               |                                                                                               |                                                                                  |                                                                                  |                                                                              |                                                                              |                                                                          |                                                                          |